# زهير مترجي
زهير المترجي لاعب كرة قدم مغربي من مواليد 4 يناير 1996 بمدينة الدار البيضاء، يشغل مركز مهاجم بنادي فاركو المصري.
كانت بدايته بفريق الوداد الرياضي قبل أن يعيره الفريق لنادي حسنية أكادير لموسم 2016/2017 ويعود للوداد، الذي أعاره مرة أخرى لنادي أولمبيك خريبكة لموسم واحد، ومنذ موسم 2018/2019 عاد لفريقه الأم.

## الإنجازات
الوداد الرياضي
- الدوري المغربي الممتاز : 2014-15، 2018-19، 2020-21، 2021-22
- دوري أبطال أفريقيا : 2021-22

 الخالدية
- الدوري البحريني الممتاز : 2023-24

### فردية
- رجل نهائي دوري أبطال أفريقيا : 2021-22
- هدف الموسم في دوري أبطال أفريقيا : 2021-22
- تشكيلة الموسم في الدوري المغربي : 2021-22
- هدف الموسم في نادي الوداد الرياضي : 2021–22

## روابط خارجية
- زهير مترجي على موقع قاعدة بيانات كرة القدم.إي يو (الإنجليزية)
- زهير مترجي على موقع Soccerway.com (الإنجليزية)
- زهير مترجي على موقع عالم كرة القدم.نت (الإنجليزية)

- معلومات زهير المترجي على موقع كووورة